# Bludit
O Bludit é um sistema de gerenciamento de conteúdo de arquivo simples (termo em inglês Flat-File CMS) que pode ser usado para criação de sites e/ou blogs. Arquivos JSON são usados para armazenar o conteúdo. O plug-in Remote Content também pode ser usado para publicar conteúdo em uma plataforma como o GitHub . 
O conteúdo pode ser formatado com a linguagem de marcação Markdown ou com código HTML ou um editor WYSIWYG . Vários modelos de design estão disponíveis para a aparência; os plugins permitem a expansão com funções adicionais. O Bludit é um aplicativo gratuito e de código aberto  e está licenciado sob a licença MIT . 
Um contêiner do Docker também está disponível para instalação. 

## Peculiaridade
No Bludit, as páginas são criadas como "conteúdo", que podem ser publicadas como contribuições de um blog (conteúdo classificado por data) ou site (conteúdo classificado por posição) ou como um blog com páginas estáticas. Isso também permite a criação fácil de um aplicativo Web de página única, no qual o conteúdo pode ser usado como seções de uma página. 

## História
O Bludit é desenvolvido pelo programador argentino Diego Najar desde 2015, que já havia desenvolvido o software de blog Nibbleblog.  Desde o início,  traduções em versões para Alemanha / Áustria e Suíça eram disponibilizadas, bem como um sub-fórum de língua alemã no fórum de suporte  . 

## Links da Web
- Site oficial (inglês) / Site oficial (espanhol)
- Sites criados no Bludit CMS (site criado por um apoiador do projeto)
- O melhor CMS de arquivo simples analisado e comparado em 2017
- Bludit: CMS Simples para Sites Pequenos
- O Bludit CMS (alemão)
- Bludit CMS Workbench (alemão)
- Site de documentação em português

## Evidência individual
1. ↑  Extensão Conteúdo Remoto no Wayback Machine (arquivado em 2018-04-06)
2. ↑  Bludit no GitHub.
3. ↑  Nibbleblog em SourceForge.
4. ↑  Fórum de Suporte, 22. April 2018.